# Alders tids bruk
Alders tids bruk är ett rättsinstitut inom norsk rätt, som är nära besläktat med hävd, men som självständigt ger underlag för att ta över eller uppnå rättigheter till fast egendom. Det motsvarar urminnes hävd i svensk rätt.
För tillämpning är det viktigt att egendomsförhållandena är stabila och inte präglas av återkommande oro och skiften. Om bruket har försiggått under en ordentligt lång period är premissen att inte riva upp detta, och om rätt ägare inte har företagit sig något över tid är det också ett argument för att behålla existerande tillstånd. 
Rättsinstitutet vilar i huvudsak på samma principer som för hävd, men villkoren är ändå något olika. Sålunda är "alders tids bruk" inte lagfäst. Villkoren för det är mindre precisa än för hävd. Centralt är om bruket har skett i strid mot ursprungliga ägarens rätt, till exempel långvarigt husdjursbete på annan persons mark, om brukaren varit i god tro. Det finns inte krav på att brukare använt synliga markörer för bruket, såsom gärden eller grindar, vilket det i norsk rätt görs för hävd. Kraven på exklusivitet, det vill säga att brukaren är ensam om bruket, eller sammanhängande bruk, är mindre strikta än beträffande hävd. Sålunda kan man tänka sig husdjursbete av flera bönder på samma område, men att det inträffar uppehåll för en eller flera i något ett några få år. Å andra sidan är kravet beträffande lång tidslängd väsentligt större för "alders tids bruk", vanligtvis mer än ett hundra års bruk.

## Samers renskötsel
Rättsinstitutet är av betydelse inte minst för nomadiska boskapsskötares näring, eftersom det aldrig har varit aktuellt historiskt i Norge (eller i Sápmi i övrigt) att den samiska befolkningen givits eller skaffat sig äganderätt för vare sig vinter- eller sommarbetesmark eller mark över vilken renarna flyttar sig, och ej heller att avtal träffas om markbruket.
"Alders tids bruk" låg till grund för Norges Høyesteretts utslag 1968 i Altevatn-målet, en tvist mellan Saarivuoma sameby i Sverige och den norska staten. Denna gällde inskränkningar av renbetes- och fiskerätt i samband med uppdämning av Altevatnet för ett kraftverk nedströms. I Altevatn-domen slår högsta domstolen fast att samer från Saarivuoma sameby funnits i området sedan mitten av 1600-talet och har upparbetat bruksrätt enligt "alders tids bruk". Domen var den första av högsta instans i Norge, som tillerkände samer bruksrätt av urminnes hävd och införde renbetesrätten som en egendomsrätt.